# Szürkekarú makákó
A szürkekarú makákó (Macaca ochreata) a cerkóffélék családjába (Cercopithecidae), azon belül pedig a cerkófmajomformák alcsaládjába (Cercopithecinae) tartozó faj.

## Előfordulása
Indonézia területén honos. Celebesz szigete délkeleti félszigetén honos.

## Megjelenése
A hímek átlagos testtömege 10 kg, a nőstények átlagos testtömege 6 kg. A makákóknak erős lábaik vannak. Szőre feketés, a lábai szürkék. A szürkekarú makákó farka rövid.

## Életmódja
Tápláléka levelek, szárak, rovarok és más gerinctelenek, még gyümölcsök.

## Természetvédelmi állapota
Az élőhelyének szűkülése fenyegeti. A szürkekarú makákó mezőgazdaság szempontjából kártevő. Az IUCN vörös listáján a sebezhető kategóriába szerepel.